# Auto- und Reiseclub Deutschland

Logo

Der ARCD Auto- und Reiseclub Deutschland e. V. (ARCD ) ist ein deutscher Automobilclub. Er ist Mitglied des EAC European Automobile Clubs.
Der 1928 als „Kraftfahrervereinigung Deutscher Lehrer KVDL“ gegründete ARCD hat seine Wurzeln im öffentlichen Dienst, später bekannt geworden ist er unter dem Namen „Kraftfahrervereinigung Deutscher Beamter KVDB“. Seit 1977 ist der Club offen für alle Berufsgruppen. Er hat mehr als 160.000 Mitglieder (Stand April 2024). Der Sitz des Vereins ist Bad Windsheim in Mittelfranken. Der ARCD ist einer der größeren Automobilclubs in Deutschland.
Die Leistungen rund um die Themen Mobilität und Reise können nicht nur von Pkw-Fahrern in Anspruch genommen werden. Zwar versichert der beim ARCD automatisch in der Mitgliedschaft enthaltene, europaweite Schutzbrief alle auf das Mitglied zugelassenen Kraftfahrzeuge, darüber hinaus sind Mitglieder mit dem Schutzbrief auf allen Reisen versichert – egal, ob man mit dem Pkw, dem Flugzeug, der Bahn, per Schiff oder Bus fährt. Mitglieder erhalten zehnmal im Jahr das Clubmagazin Auto & Reise, im Schutzbrief ist auch ein Fahrradschutzbrief enthalten.
Die Clubzentrale betreut alle Mitglieder deutschlandweit. Eine eigene rund um die Uhr besetzte Notrufzentrale und über 1.000 Pannenhelfer in Deutschland sorgen für Hilfe im Pannenfall. Im europäischen Ausland arbeitet der Club mit namhaften Assisteuren und Versicherern zusammen.
Zurzeit gibt es 8 ARCD-Landesverbände: Baden-Württemberg – Bayern – Berlin und Brandenburg – Bremen, Niedersachsen und Sachsen-Anhalt – Hamburg, Mecklenburg-Vorpommern und Schleswig-Holstein – Hessen, Rheinland-Pfalz und Saarland – Nordrhein-Westfalen – Sachsen und Thüringen mit zahlreichen Ortsclubs.

## Belege
1. ↑  Bayerisches Jahrbuch. 93. Jahrgang 2014, Auskunfts- und Adressenwerk : über Behörden, Gerichte, Parlamentarischen Körperschaften und die Institutionen im Bereich der Staatsministerien des Freistaates Bayern ; die Bezirke, Landkreise, Städte, Gemeinden und Verwaltungsgemeinschaften ; über Religionsgemeinschaften ; Wirtschafts-, Berufs- und Wohlfahrtsorganisationen ; sowie Bundesbehörden ; Diplomatische und Konsularische Vertretungen. Walter de Gruyter, Berlin/Boston 2014, ISBN 978-3-11-030481-7, S. 462.
2. ↑  Freyer, Walter: Tourismus : Einführung in die Fremdenverkehrsökonomie. 11., überarb. und aktualisierte  Auflage. De Gruyter Oldenbourg, München 2015, ISBN 3-486-74194-2, S. 210.